# Anoplolepis undet
Anoplolepis undet é uma espécie de formiga do gênero Anoplolepis, pertencente à subfamília Formicinae.